# Нови Крај
Нови Крај (рум. Crai Nou) насеље је у Румунији у округу Тимиш у општини Ђулвез. Налази се на надморској висини од 78 м.

## Становништво
Према попису из 2002. године у насељу је живело 523 становника, од којих су 515 румунске националности.